# Powiat Murau
Powiat Murau (niem. Bezirk Murau) – powiat w Austrii, w kraju związkowym Styria. Siedziba powiatu znajduje się w mieście Murau.

## Geografia
Powiat leży w Alpach Centralnych - na północy w Schladminger Tauern i Rottenmanner und Wölzer Tauern, na wschodzie w Alpach Seetalskich, na południu szczytu Wöllaner Nock. Przez część centralną przepływa rzeka Mura.
Powiat graniczy z następującymi powiatami: na północy z powiatem Liezen, na zachodzie z powiatem Tamsweg (w kraju związkowym Salzburg), na południowym wschodzie z powiatem Sankt Veit an der Glan, na południowym zachodzie z powiatem Spittal an der Drau i powiatem Feldkirchen (ostatnie trzy w kraju związkowym Karyntia).

## Demografia
| Rok  | Liczba mieszkańców |
| ---- | ------------------ |
| 1981 | 32 427             |
| 1991 | 32 257             |
| 2001 | 31 472             |
| 2015 | 28 488             |
| 2023 | 27 314             |

## Podział administracyjny
Powiat podzielony jest na 14 gmin, w tym dwie gminy miejskie (Stadt), pięć gmin targowych (Marktgemeinde) oraz siedem gmin wiejskich (Gemeinde).
| Miasta 1. Murau (3448) 2. Oberwölz (2959) Gminy targowe 1. Mühlen (868) 2. Neumarkt in der Steiermark (4920) 3. Sankt Lambrecht (1827) 4. St. Peter am Kammersberg (1993) 5. Scheifling (2158) | Gminy 1. Krakau (1365) 2. Niederwölz (601) 3. Ranten (1125) 4. Sankt Georgen am Kreischberg (1694) 5. Schöder (884) 6. Stadl-Predlitz (1643) 7. Teufenbach-Katsch (1829) |

## Transport
Przez powiat przebiegają następujące drogi krajowe: B75 (Glattjoch Straße), B317 (Friesacher Straße), B95 (Turracher Straße), B96 (Murtal Straße) i B97 (Murauer Straße) oraz linie kolejowe Wiedeń - Klagenfurt am Wörthersee i odchodząca od niej Teufenbach-Katsch - Tamsweg.